# ラム・オブ・ゴッド
ラム・オブ・ゴッド（英: Lamb of God）は、アメリカ合衆国バージニア州リッチモンドで結成された5人組ヘヴィメタルバンド。
現在までに8枚のアルバム・3枚のDVDをリリースしており、アメリカではそれらを総合して約200万枚のセールスを誇る。初来日となったLOUD PARK06を含めた7回の来日経験がある。

## 略歴
1994年、バージニア・コモンウェルス大学の学寮での友人同士だったマーク・モートン、クリス・アドラー、ジョン・キャンベル、マット・コナーの4人で「Burn the Priest」(司祭を火炙りしろ)として活動を開始。当初はヴォーカリストのいないインストゥルメンタルバンドであった。しばらくしてマーク・モートンは学業に専念し修士号を取る為に一時脱退し、マット・コナーも脱退。
3つのデモをリリースした後、ヴォーカリストとしてランディ・ブライが加入する。1997年、マーク・モートンがバンドに復帰。その2年後にはリージョン・レコードからアルバム『Burn The Priest』を発表。1999年にクリスの弟、ウィル(ウィリー)・アドラーが加入し、現在のラインナップとなる。バンド名も「Lamb of God」に改名する。
その後、2000年に『New American Gospel』、2003年に『As The Palaces Burn』を発表。ツアーを重ね、徐々に人気を博す。新たにエピックレコードと契約を交わし、2004年に発表した『Ashes Of The Wake』は発売1週目に35,000枚以上を売り上げ、ビルボードチャートの27位にランクインした。またこのアルバムからは"Laid To Rest", "Now You've Got Something To Die For"等、ライヴでの人気曲も生まれている。
さらに2006年発表の『Sacrament』は発売1週目に65,000枚以上を売り上げ、ビルボードチャートの8位にランクイン。「ニュー・ウェーブ・オブ・アメリカン・ヘヴィ・メタル」のバンド群の中でも突出した人気ぶりを見せつけた。このアルバムに伴うツアーではスレイヤー、マストドン 、チルドレン・オブ・ボドム, メガデスらと共に世界を周り、またダウンロード・フェスティバル、オズフェスト、LOUD PARK等、数々のフェスティバルにも出演した。さらにこのアルバム収録の"Redneck"は2007年のグラミー賞ベスト・メタル・パフォーマンス部門にノミネートされた(受賞したのはスレイヤー)。
2009年、ロードランナーに移籍して発表(アメリカのみエピックの配給)された『Wrath』はビルボードチャートの2位、カナダのチャートでは1位にランクイン。その他の国でも上位にランクインし、高い人気ぶりを見せつけた。
2012年に『Resolution』に伴うツアーでソニックと共に5度目の来日。東京公演では同じ日に同じ渋谷でニュークリア・アソルトがライヴを行っていたが、ソールドアウトとなる盛況ぶりで、日本でも高い人気を誇ることを証明した。

### ランディ・ブライの逮捕・勾留

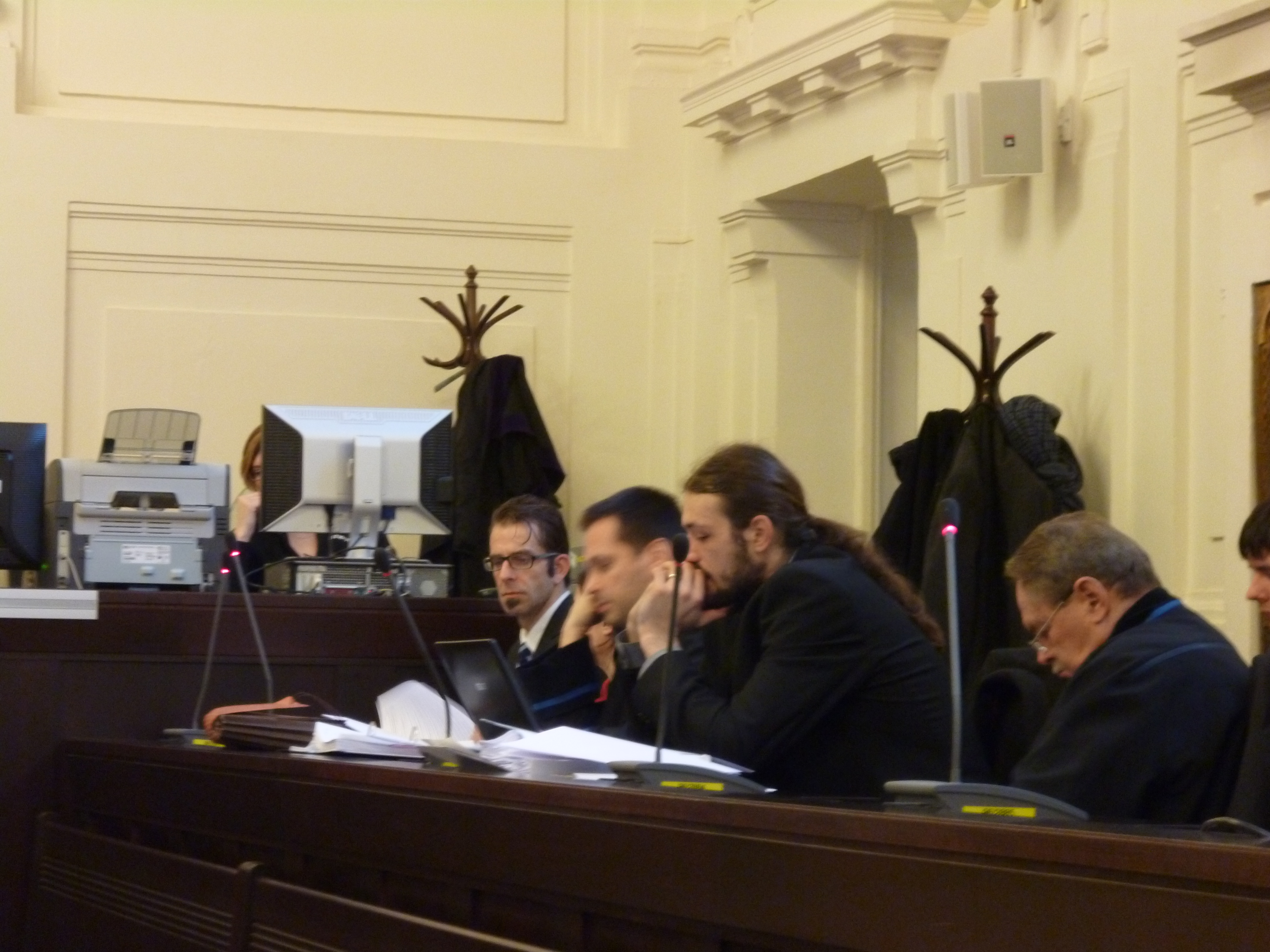
法廷での様子、中央奥がランディ・ブライ

2010年5月のチェコ共和国プラハでのライヴを訪れた、当時19歳の少年がライブの後に死亡。これはこの少年がステージにあがってきた所をランディに押し返され、落下し負った傷が元であるとされた。後の2012年6月、バンドが再び当国を訪れるとランディは傷害致死罪で逮捕され、2ヶ月ほど勾留された。その後、裁判が行われたが、2013年3月無罪が確定した。(詳細は英語版Randy Blythe manslaughter caseを参照) また、これらの経緯はバンドによる2014年作のドキュメンタリー『As the Palaces Burn』となっている(日本語版DVD等未定)。Don Argott監督。

## 特徴

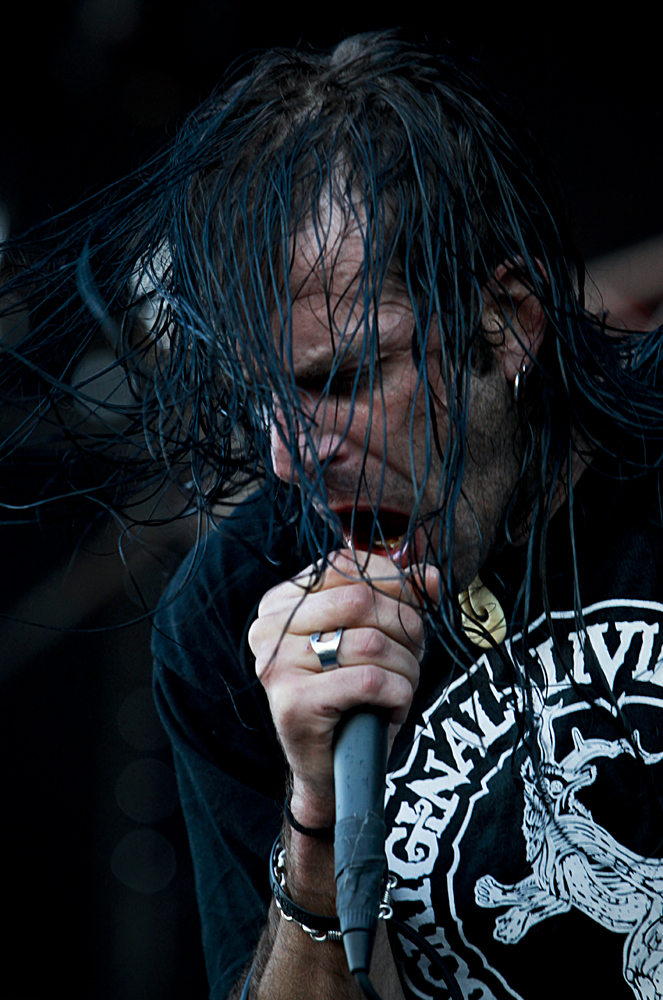
ギターリフを基調とした、力強いサウンドが特徴的である。重いグルーヴを伴った曲も多く、そのスタイルはパンテラを想起させることもあり、グルーヴ・メタルとも呼ばれる。
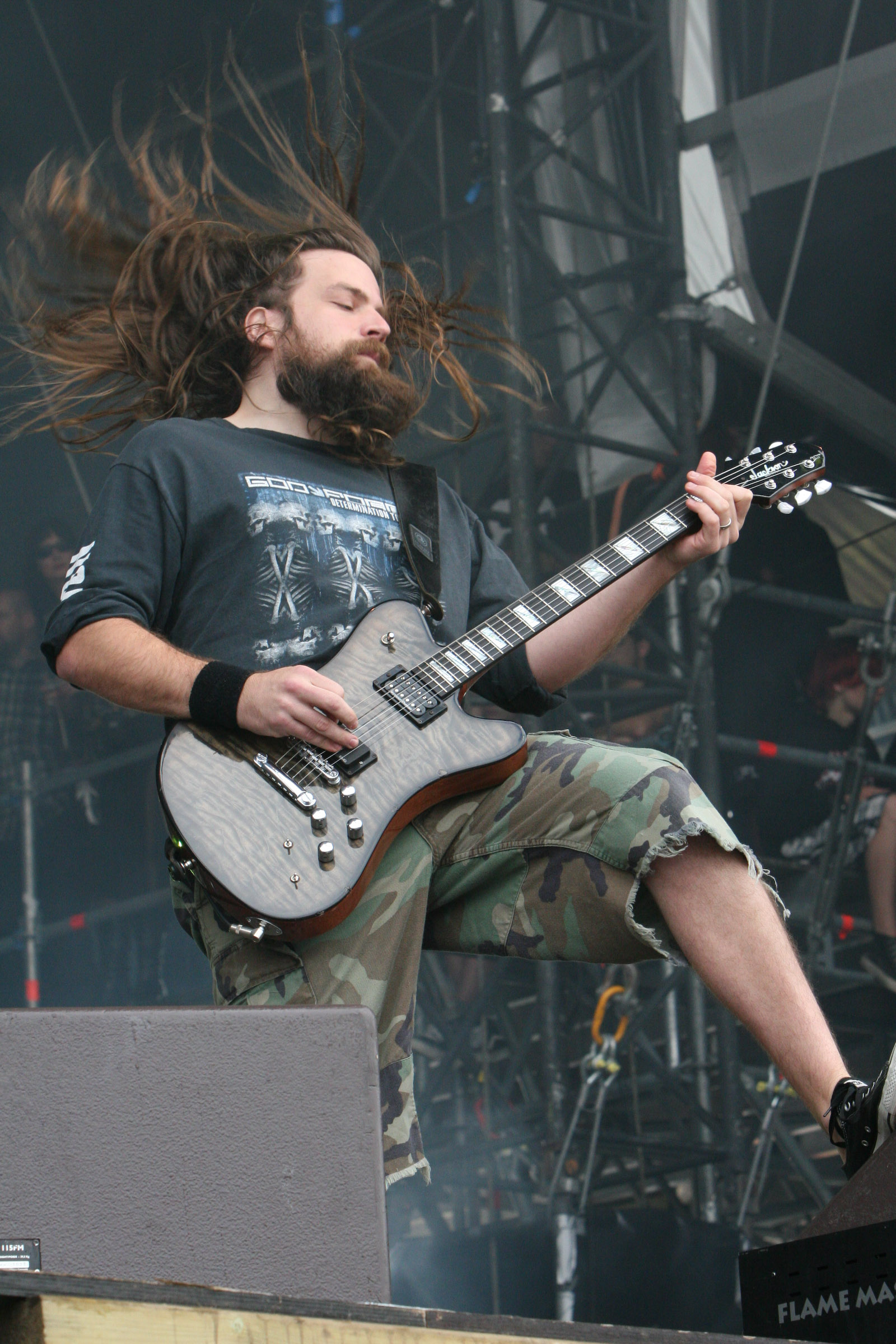
その音楽性から「ニュー・ウェーブ・オブ・アメリカン・ヘヴィメタル(New Wave of American Heavy Metal)」の先駆者と呼ばれることがある。しかしそのムーブメントのバンドのほとんどがメタルコアと呼ばれるバンドであり、彼らもメタルコアのバンドとして認知されがちだが、本人たちはそれを望んでいない。ジョン・キャンベルはDVD『Walk With Me In Hell』収録のインタビューで「自分たちはヘヴィメタルを演奏するパンクバンド」と語っており、クリス・アドラーは『Sacrament』をスピードメタルのアルバムとも表している。ランディ・ブライズはあるインタビューで「メタルよりもハードコアの影響を強く受けている」とも語っている。実際のサウンドもメガデスやパンテラ、デスメタルバンドの影響を窺える等、一括りにはできない。
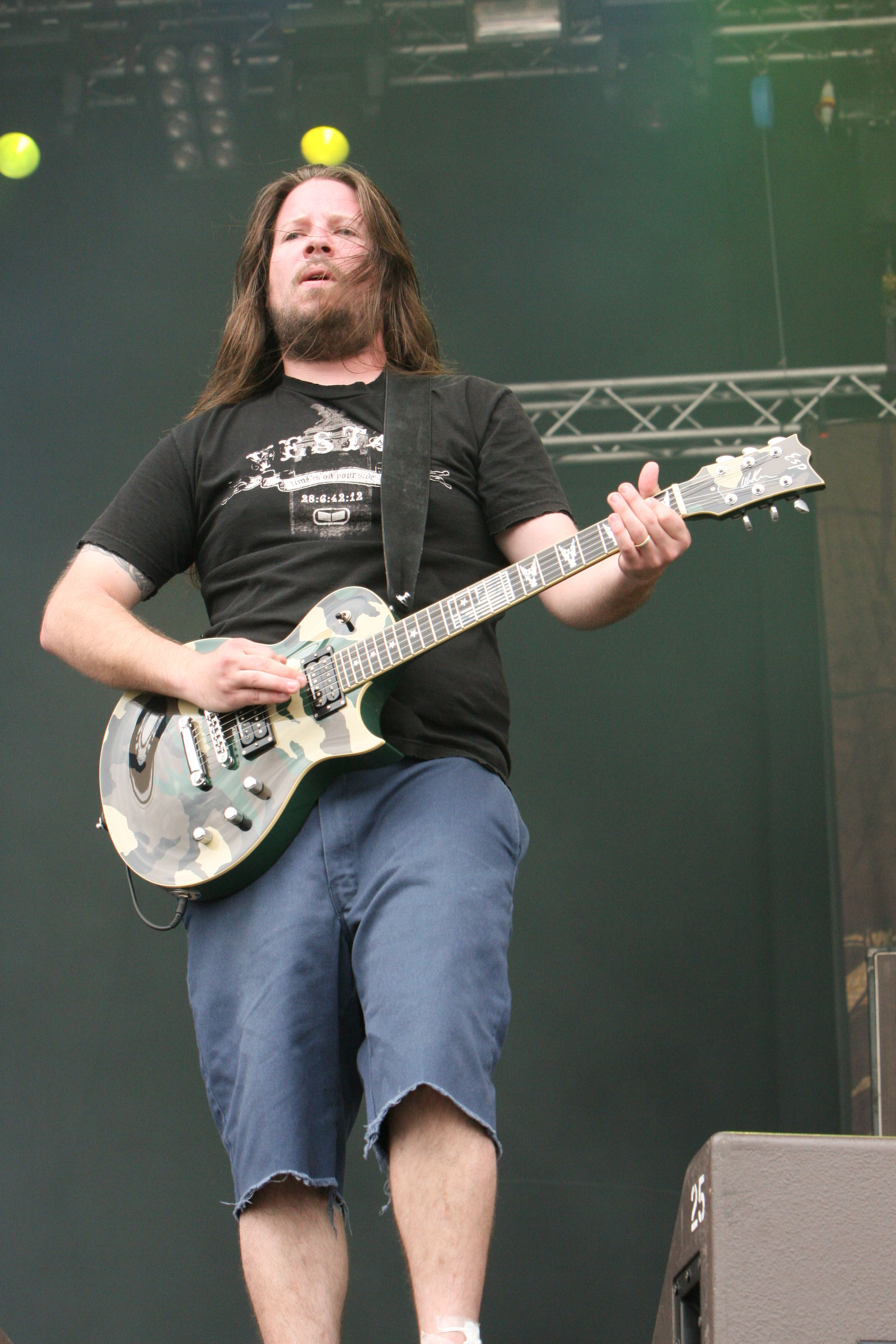
ライヴでは激しいモッシュが起こることで有名で、DVD『Unholly Alliance Tour』収録の"Vigil"の間では巨大なアリーナ全体をのみこむ程のサークルピットが出現していることを確認できる。また、"Black Label"を演奏する際はウォール・オブ・デスが出現することが恒例となっている。
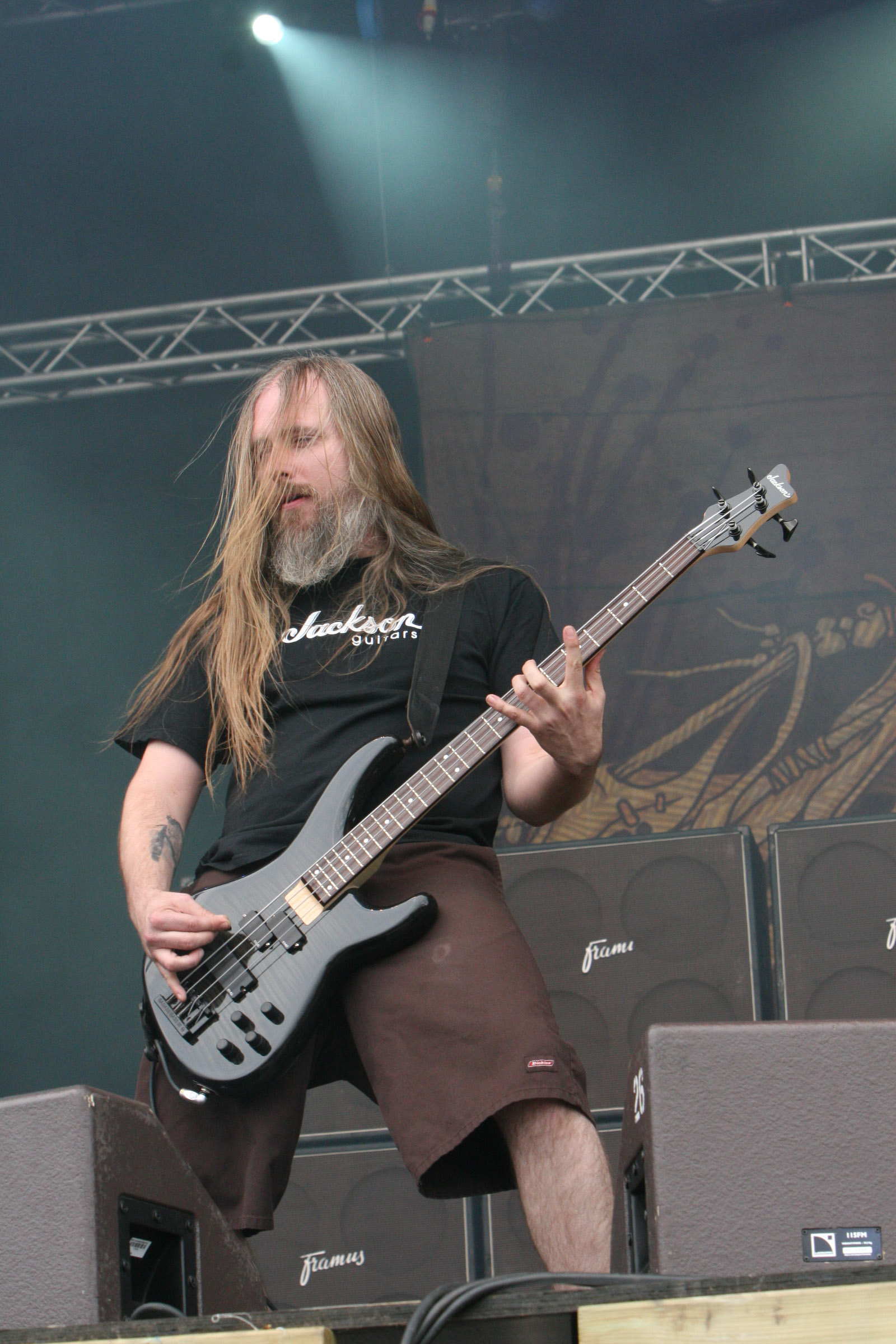
ジョン・キャンベル
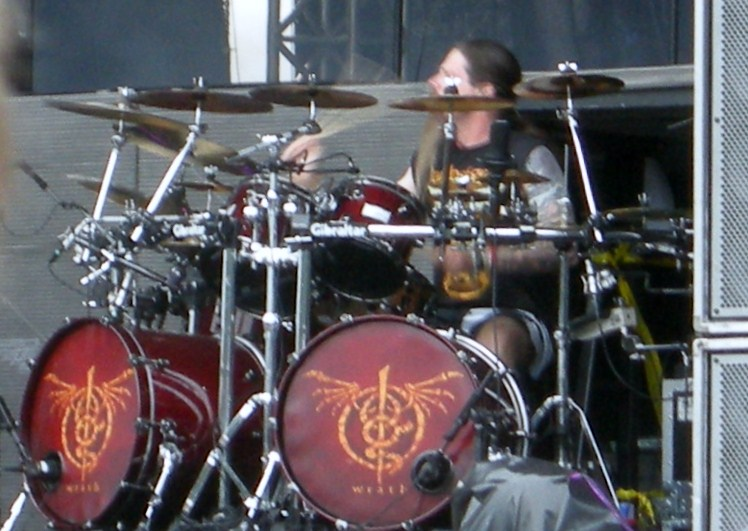
クリス・アドラー

## メンバー
苗字が同じウィリーとクリスの2人は兄弟である。
- ランディ・ブライ(Randy Blythe)（Vocals）

ライヴではかなり激しいステージングを見せるが、気取らない性格である。かなりの親日家で、禅も嗜んでいるとのこと。肩に日本の漫画のデビルマンのタトゥーを彫っている。
長らくランディのラストネームは「ブライス」と表記されてきたが、「本当は“the”の部分は発音せずに“fly”のように「ブライ」と読むのが正しい」ことを明かした。
このことから、2015年にリリースされた7thアルバムからはクレジットに「ランディ・ブライ」と表記されるようになった。
- マーク・モートン(Mark Morton)（Lead Guitar）

DevilDriverのデズ・ファファーラとともに「Born Of The Storm」というプロジェクトを立ち上げた。Jacksonからシグネチュア・モデルのギターが発売されている。
- ウィリー・アドラー(Willie Adler)（Rhythm Guitar）

ESPからシグネチュア・モデルのギターが発売されている。
- ジョン・キャンベル(John Campbell)（Bass）

現在では白髪の為かなり老けて見えるが、他のメンバーと大差ない年齢である。
- クリス・アドラー(Chris Adler)（Drums）

独特のリズムやフィルインを用いるテクニカルなスタイルで、海外では教則ビデオが発売されるなどかなり人気の高いドラマーである。
- ランディー・ブライ
- マーク・モートン
- ウィリー・アドラー
- ジョン・キャンベル
- クリス・アドラー

## ディスコグラフィ

### アルバム
- 『Burn the Priest』 - 1999年
- 『New American Gospel』 - 2000年
- 『As the Palaces Burn』 - 2003年
- 『Ashes of the Wake』 - 2004年
- 『Sacrament』 - 2006年
- 『Wrath』 - 2009年
- 『Resolution』 - 2012年
- 『VII: Sturm und Drang』(日本盤タイトル: 『VII: シュトゥルム・ウント・ドラング ～ 疾風怒濤』） - 2015年
- 『Legion: XX』(Burn the Priest名義でのハードコアパンクのカバーアルバム）- 2018年
- 『Lamb of God』 - 2020年
- 『Omens』 - 2022年

### DVD
- 『Terror and Hubris』 - 2004年
- 『Killadelphia』- 2005年
- 『Walk with Me in Hell』- 2008年

## 日本語インタビュー
- https://gekirock.com/interview/2009/04/lamb_of_god.php (2009年4月6日、激ロック)
- http://www.sidemilitia.com/lambofgod.html (2009年11月1日、SIDEMILITIA)
- https://gekirock.com/interview/2012/01/lamb_of_god_1.php (2012年1月9日、激ロック)